# 김수장 (조선)
김수장(金壽長, 1690년 ~ 몰년 미상)은 조선 후기의 가인(歌人)으로, 호는 노가재(老歌齋)이다.
조선 숙종 때 병조 서리(書吏)를 지냈다. 1746년(영조 22년) 《해동가요(海東歌謠)》를 편찬하기 시작하여 1755년(영조 31년)과 1763년(영조 39년) 1·2차 편찬 사업을 완료했다. 김천택과 교유했고, 말년에는 한양 화개동(花開洞; 현재의 송현동)의 집을 노가재라 하고 제자들을 모아 가르쳤다.